# Horn-Lehe
Horn-Lehe, Bremen-Horn-Lehe (dolnoniem. Hoorn-Lehe) — dzielnica miasta Brema w Niemczech, w okręgu administracyjnym Ost, w kraju związkowym Brema. 
Dzielnica leży ok. 6 km na północny wschód od centrum miasta.
W dzielnicy znajduje się uniwersytet.